# Polypogon elongatus
Polypogon elongatus är en gräsart som beskrevs av Carl Sigismund Kunth. Polypogon elongatus ingår i släktet skäggrässläktet, och familjen gräs. Inga underarter finns listade i Catalogue of Life.

## Bildgalleri

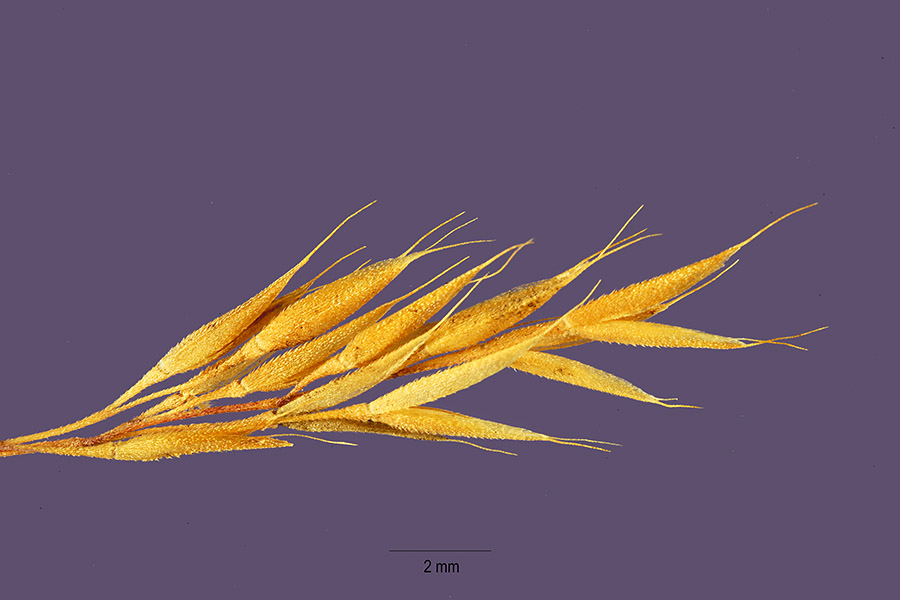
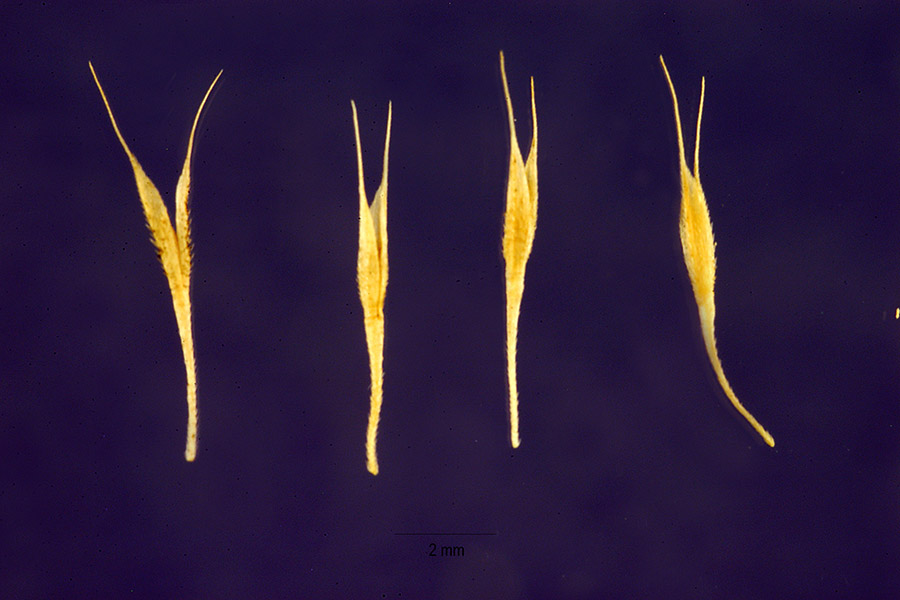